# A422 road
Die A422 road (englisch für Straße A422) ist eine nur auf Teilstrecken als Primary route ausgewiesene, 134 km lange Straße, die bei Bromham (Bedfordshire) westlich von Bedford von der A428 road abzweigt und überwiegend in westsüdwestlicher Richtung, ein kurzes Stück gemeinsam mit der A509 road und den M1 motorway kreuzend (kein Anschluss), durch Milton Keynes führt, dann ein Stück gemeinsamen Verlauf mit der A5 road hat und diese Richtung Buckingham verlässt und weiter nach Brackley verläuft. Die A422 kreuzt dort die A43 road und wird zur Primary route. Sie führt weiter nach Banbury und quert knapp östlich dieser Stadt den M40 motorway bei dessen Anschluss junction 11. In Banbury zweigt u. a. die A423 road nach Norden ab. Die A422, ab hier keine Primary route mehr, wendet sich nun nach Nordwesten, kreuzt den Fosse Way (B4455 road) und kurz darauf die A429 road und erreicht Stratford-on-Avon. Am Westrand dieser Stadt vereinigt sie sich mit der A46 road und trennt sich von dieser wieder in Alcester, wo auch die von Birmingham kommende A435 road einmündet. In ihrem weiteren Verlauf nach Worcester ist die Straße wieder eine Primary route. Sie trifft östlich dieser Stadt auf die A44 road und endet an dieser.